# Sharaud Curry
Pour les articles homonymes, voir Curry (homonymie).
Morris Sharaud Curry, né le 16 mai 1987 à Gainesville dans l'État de Géorgie, est un joueur américain de basket-ball.

## Biographie
Le 24 septembre 2013, il signe en Finlande au KTP Basket.
Le 29 août 2014, il signe en Bulgarie à l'Academic Sofia.
Le 14 janvier 2015, il signe en France, dans l'équipe de Châlons Reims. En manque de temps de jeu, il trouve un terrain d'entente pour rompre ce contrat.
Le 16 octobre 2015, il rejoint le SLUC Nancy, alors que l’Américain Derek Raivio est arrêté pour une période comprise entre six et huit semaines. Le 13 janvier 2016, après quatre matches avec Nancy, il part en Estonie au BC Kalev avec qui il remporte le titre de champion d'Estonie.
Le 5 décembre 2016, il signe à l'Olympique d'Antibes. Après neuf matchs, il part au Steaua Bucarest en Roumanie.
Le 5 août 2017, il part en Turquie au TED Kolejliker Ankara, club relégué en deuxième division turque. Le 22 février 2018, il revient en France et signe au Poitiers Basket 86.
Le 14 octobre 2018, il signe un contrat au SCM U Craiova en Roumanie.

## Palmarès

### En club
- Vainqueur de la coupe d'Autriche en 2011-2012.
- Vainqueur de la Supercup d'Autriche en 2011.
- Playoffs d’Autriche avec Swans Gmunden saison 2011-2012
- Playoffs de Finlande avec KTP Kotka saison 2013-2014
- Playoffs d’Estonie avec Bc Kalev saison 2015-2016
- Champion d'Estonie 2015-2016

### Récompense individuelle
- MVP de la saison 2011-2012 en Autriche.